# Маріо Бо
Маріо Бо (італ. Mario Bo, 4 грудня 1912, Савона — 4 грудня 2003, Турин) — італійський футболіст, що грав на позиції правого крайнього нападника.
Виступав, зокрема, за клуби «Торіно» і «Ювентус». Володар Кубка Італії. 

## Ігрова кар'єра
Народився 4 грудня 1912 року в місті Савона. Вихованець юнацьких команд футбольних клубів «Еден» Сан Паоло і «Торіно».
У основній команді «Торіно» дебютував 1931 року у 18 років. А уже з наступного сезону міцно закріпився на правому фланзі нападу команди. Провів у «Торіно» вісім сезонів, взявши участь у 185 матчах чемпіонату. 
У розіграші 1935/36 виборов титул володаря Кубка Італії. У фіналі «Торіно» переміг «Алессандрію» з рахунком 5:1. Того ж року команда посіла третє місце в чемпіонаті, а також дебютувала в Кубку Мітропи. У розіграші Кубка Мітропи 1936 «Торіно» стартував з кваліфікаційного раунду, в якому зустрічався з швейцарським клубом «Берн». Італійська команда двічі розгромно перемогла — 4:1 і 7:1, а Бо забив перший гол у другій грі. В наступному раунді «Торіно» зустрічався з угорським «Уйпештом». В домашньому матчі команда Маріо перемогла з рахунком 2:0, але у матчі-відповіді поступилась 0:5.
Наступного сезону в складі команди «Торіно» Бо знову став третім призером чемпіонату, а в 1939 році в своєму останньому сезоні в клубі завойовував срібні медалі. 
У тому ж 1939 році футболіста переманив «Ювентус», запропонувавши хороші фінансові умови. У складі іншого туринського клубу Бо зіграв два непогані сезони, але такої ж яскравої гри як у «Торіно» не показав. Клуб не зумів поборотись за титул, посівши 3-тє і 5-те місця відповідно. Наступні два сезони Бо виступав у клубах «Дженоа» і «Амброзіана-Інтер», у складі яких не мав стабільного місця у основі. З обома командами завершував чемпіонат на четвертому місці. Згодом повернувся до «Ювентуса». Зіграв 18 матчів (і забив 8 голів) у неофіційному воєнному чемпіонаті 1944 року, де його команда вибула на другому етапі, а також три гри (у яких забив 2 голи) у першому післявоєнному турнірі 1945/46.
Завершив ігрову кар'єру у команді «Фоссанезе», за яку виступав протягом 1946—1950 років.
Помер 4 грудня 2003 року на 92-му році життя у місті Турин.

## Статистика виступів

### Статистика виступів у кубку Мітропи
| №                      | Розіграш               | Стадія                 | Дата та місце проведення | Команда 1              | Рахунок | Команда 2 | Голи |
| ---------------------- | ---------------------- | ---------------------- | ------------------------ | ---------------------- | ------- | --------- | ---- |
| 1                      | 1936                   | кв. раунд              | 07.06.1936 Берн          | Берн                   | 1:4     | Торіно    |      |
| 2                      | 1936                   | кв. раунд              | 14.06.1936 Турин         | Торіно                 | 7:1     | Берн      | 13'  |
| 3                      | 1936                   | 1/8                    | 21.06.1936 Турин         | Торіно                 | 2:0     | Уйпешт    |      |
| 4                      | 1936                   | 1/8                    | 26.06.1936 Будапешт      | Уйпешт                 | 5:0     | Торіно    |      |
| Всього у кубку Мітропи | Всього у кубку Мітропи | Всього у кубку Мітропи | Всього у кубку Мітропи   | Всього у кубку Мітропи | 4       |           | 1    |

## Титули і досягнення
- Володар Кубка Італії (1):

«Торіно»: 1935-1936
- Срібний призер чемпіонату Італії (1):

«Торіно»: 1938-1939
- Бронзовий призер чемпіонату Італії (4):

«Торіно»: 1935-1936,  1936-1937
«Ювентус»: 1939-1940, 1945-1946